# Asclepias puberula
Asclepias puberula är en oleanderväxtart som beskrevs av Asa Gray. Asclepias puberula ingår i släktet sidenörter, och familjen oleanderväxter. Inga underarter finns listade i Catalogue of Life.